# Isla de los Leones Marinos

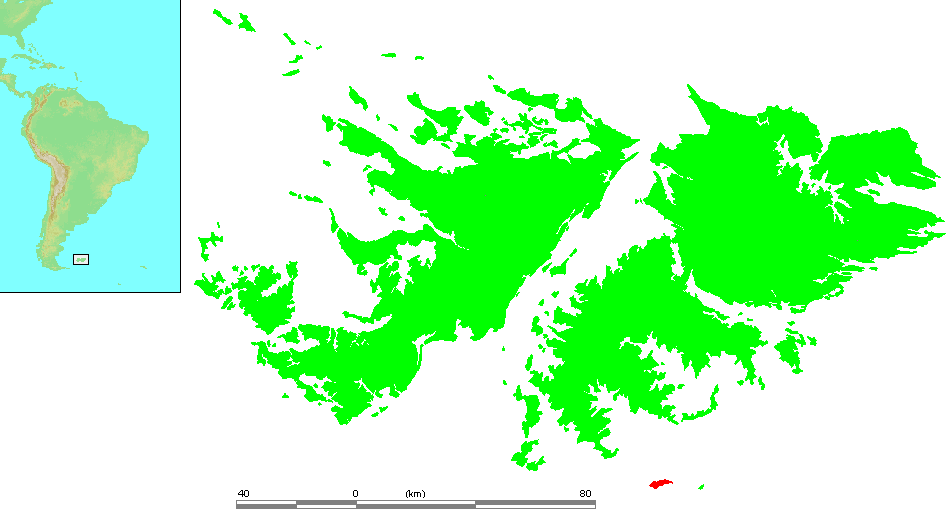
Localización de la Isla de los Leones Marinos.

La isla de los Leones Marinos (inglés: Sea Lion Island) forma parte del archipiélago de las islas Malvinas y por su parte es la principal isla del pequeño grupo también denominado de los Leones Marinos. Está situada catorce kilómetros al sureste de la punta del Toro de la isla Soledad. Su fauna incluye muchos leones marinos, la razón para el nombre de la isla. Además, hay varias especies de focas y pingüinos.
La isla de los Leones Marinos se única hacia las coordenadas: 52°26′S 59°05′O / -52.433, -59.083. Unos 46,5 km al sur se encuentra la isla Beauchene.
La isla de los Leones Marinos tiene una población regular de cinco o seis residentes que manejan un hotel y dan la bienvenida a los turistas ocasionales que visitan. Una pista de aterrizaje está disponible para los aviones pequeños que vuelan de la isla Soledad. Hay un monumento en la costa del sudoeste para honrar a los 21 marineros británicos que murieron cuando el destructor HMS Sheffield fue hundido cerca de esta isla durante la guerra de las Malvinas.
Es administrada por el Reino Unido como parte del territorio de ultramar de las Islas Malvinas. Es reclamada por la Argentina, que la incluye dentro del departamento Islas del Atlántico Sur, provincia de Tierra del Fuego, Antártida e Islas del Atlántico Sur.